# Hasmonea Równe
Hasmonea Równe (hebr.: מועדון הכדורגל חשמונאים ראָװנע, Moadon HaKaduregel Hasmonea Rowne) – żydowski klub piłkarski z siedzibą w Równem. Rozwiązany w 1939 roku.

## Historia
Piłkarska drużyna Hasmonea została założona w Równem 31 maja 1923 po rozwiązaniu przez władze polskie poprzedniego żydowskiego klubu sportowego – Makkabi Równe.
18 sierpnia 1923 roku zespół Hasmonei rozegrał pierwszy oficjalny mecz. W końcu 1923 klub dołączył do Lubelskiego OZPN i walczył w rozgrywkach o mistrzostwo okręgu. W 1928 Hasmonea wygrała puchar gazety „Echo Rówieńskie”. W tym samym roku przedstawiciele 14 wołyńskich klubów stworzyli Wołyński OZPN. Rówieńska Hasmonea była jedynym żydowskim klubem sportowym na Wołyniu, który miał własny stadion.
W 1934 roku piłkarze Hasmonei po raz drugi zdobyli tytuł mistrza Wołynia i reprezentowali okręg wołyński podczas rozgrywek barażowych walczących o awans do I ligi. W tym samym roku w Równem przy ponad 20 tys. widzów odbył się mecz, w którym Hasmonea pokonała mistrza austriackiego Hakoah Wiedeń 4:3. W 1937 roku po raz trzeci zdobyła mistrzostwo Wołyńskiego OZPN, ale odpadła w rozgrywkach barażowych w Korzeńcu. 
We wrześniu 1939, kiedy wybuchła II wojna światowa, klub przestał istnieć.

## Sukcesy
- mistrz Wołyńskiego OZPN (2x):

1932, 1933

## Inne
- Hallerczyk Równe
- Sokół Równe
- Pogoń Równe